# Усть-Мая (аеропорт)
Аеропорт «Усть-Мая» — регіональний аеропорт, розташований у селищі Петропавловськ у Якутії. Забезпечує регулярне сполучення з регіональним центром — Якутськом, а також вертолітне сполучення з іншими важкодоступними населеними пунктами Усть-Майського улусу.

### Приймаються типиповітряних суден
Ан-2, Ан-12, Ан-72, Ан-74 (взимку), Ан-24, Ан-26, Ан-28, Л-410 та ін. типи повітряних суден 3-4 класу, вертольоти всіх типів.

## Показники діяльності
| рік            | 2014 | 2015 | 2016 | 2017  |
| тис. пасажирів | 9,20 | 10,8 | 11,3 | 10,68 |
| Джерела:       |      |      |      |       |

## Маршрутна мережа
| Авіакомпанія      | Пункт призначення |
| ----------------- | ----------------- |
| Полярні авіалінії | Маган             |

## Події
- 25 лютого 1970 року — катастрофа Іл-14 в Усть-Маї. Загинули 5 осіб.